# Stanovlyansky (huyện)
Huyện Stanovlyansky (tiếng Nga: ? райо́н) là một huyện hành chính tự quản (raion), của Tỉnh Lipetsk, Nga. Huyện có diện tích 1351 km², dân số thời điểm ngày 1 tháng 1 năm 2000 là 21300 người. Trung tâm của huyện đóng ở Stanovoye.